# Скрипин, Михаил Николаевич
Михаил Николаевич Скрипин (1919—1943) — лейтенант Рабоче-крестьянской Красной Армии, участник Великой Отечественной войны, Герой Советского Союза (1945).

## Биография
Родился 9 декабря 1919 года в деревне Пурегова Верхотурского уезда Екатеринбургской губернии (ныне — Махнёвское муниципальное образование Свердловской области). После окончания пяти классов школы работал трактористом, водителем.
В 1939 году призван на службу в Рабоче-крестьянскую Красную Армию. В 1942 году окончил военно-инженерное училище. С декабря того же года — на фронтах Великой Отечественной войны.
К сентябрю 1943 года лейтенант Михаил Скрипин командовал сапёрным взводом 565-го отдельного сапёрного батальона 294-й стрелковой дивизии 73-го стрелкового корпуса 52-й армии Степного фронта. Отличился во время битвы за Днепр. 29 сентября 1943 года Скрипин во главе группы бойцов разведал переправу, собрал паром и нашёл 7 рыбацких лодок. Следующей ночью на этих средствах взвод Скрипина осуществил переправу через Днепр целого стрелкового батальона в районе села Сушки Каневского района Черкасской области Украинской ССР. Во время боёв на плацдарме Скрипин со своими сапёрами проделывал проходы в проволочных и минных заграждениях противника. 24 ноября 1943 года Скрипин погиб в бою. Похоронен в братской могиле в селе Свидовок Черкасского района Черкасской области Украины.
Указом Президиума Верховного Совета СССР от 24 марта 1945 года за «образцовое выполнение боевых заданий командования на фронте борьбы с немецкими захватчиками и проявленные при этом отвагу и геройство» лейтенант Михаил Скрипин посмертно был удостоен высокого звания Героя Советского Союза. Также был награждён орденом Ленина и медалью.
В честь Скрипина названа улица в посёлке Махнёво.